# Јањево
Јањево (алб. Janjevë, Janjeva) је насељено место у општини Липљан на Косову и Метохији. По њему је назив добила хрватска мањима по имену Јањевци.

## Географија
Налази се око 20 km југоисточно од Приштине, и североисточно од Липљана на речним терасама Јањевске реке која силази са западних страна планине Кознице. Само место је доста збијено на падинским странама, које се доста стрмо спуштају ка реци. Село је познато по, некада бројној, хрватској скупини Јањеваца. Атар се налази на територији катастарске општине Јањево површине 1085 ha.

## Историја
Римски новчићи и с рудишта и трагови радова на брду Цеове наводе на античко рударење.
Насеље припада познатом рударском подручју Новог Брда и заједно са Новим Брдом је било једно од значајних места у средњовековној Србији. Старо Јањево се простирало између брда Борнелина и Сурњевице, а рудник и насеље је бранила тврђава на брду Велетин. Рударска окна налазила су се на простору од 12 km².
На основу привилегија гарантованих од српских владара из династије Немањића, Дубровачка република је основала своју колонију у 13. и 14. веку. Најстарији помен Јањева је из 1303. године када барски надбискуп Марин Петров Жаретић описује село у оквиру католичке жупе. Сматра се да су најстарији насељеници били Срби, Албанци и Саксонци (немачки рудари Саси), а након доласка Дубровчана постало је стално насеље. Досељеници из Дубровника су били најразноврснијих социјалних слојева: знаменити људи, трговци, рудари, обућари... Тумачење имена села је двојако, по првом име села долази од места Јањина на полуострву Пељешцу који је био у склопу Дубровачке републике, а по другом од речи за дрво тополу-јања. Падом Новог Брда и доласком Турака 1455. године развија се као типично оријентално насеље. Међутим и за време Османске власти Дубровчани су сачували велике привилегије у насељу, и поред тога долази до стагнације у развоју насеља. Према барском надбискупу Марину III Бицију у Јањеву је 1610. године живело 200 православних, 180 исламских и 120 католичких домова. Након Хабзбуршко-турског рата 1683—1699. године и ратовања на стране “братске“ хришћанске војске, и услед пораза аустријске војске, а плашећи се турске одмазде, католичко становништво заједно са Србима и делом Албанаца напушта ово подручје у Великој сеоби Срба. После одласка католичког становништва по изворима из 1722. године у Јањеву је било је свега 10 католичких домова са око 80 чланова. Одласком старог католичког становништва досељава се ново хрватско становништво из дубровачких колонија Ново Брдо и Кратово у Македонији, као и становништво из Босне и јужне Хрватске. Овим је делимично ублажен демографски губитак хрватског становништва с' краја 17. века.
У Јањеву је од 1854. године непрекидно радила српска народна школа.
Иван Јастребов спомиње да се и у вези Јањева спомињу у поменику манастира Св. Тројице у Мушутишту хришћанска имена приложника. Од старих књига у манастиру, нема достојних посебне пажње осим Поменика, једног Пролога и једне нове књиге Филијада. У поменику су записана чисто српска имена хришћана оних места и села у којима тада није остало ниједне православне душе. Између тих села и места се спомињу и: Језерце, Качаник, Полог, Пећане, Медвеце, Мачитево (више Мушутишта)... Топољане (у Љуми), Заплужане, Јањево и Ново Брдо. Јастребов на основу старих записа које је проучавао суди да су житељи Јањева 1672. г. још били православни. Из писма призренског митрополита Јевсевија се види да је тамо било доста православних, јер је било неколико свештеника.
Ослобађањем Косова од власти Османског царства насеље је, по подацима Јована Цвијића, 1911. године имало 515 кућа, 400 католичких, 75 албанских, 20 домова мухаџира (избеглица исламске вере из Србије), 2 турске и 18 ромских (мађупских). Фамилије су биле Мацукићи и Гуцићи из Дубровника, Ивановићи из Кратова и Грачанице у Босни, Бркићи из Широког Бријега у Херцеговини, Гечевићи из Качаника, Ћибарићи из Кратова, Мазареки и Голомеји су из северне Албаније, Берише или Беришићи су из Летнице (јањевског села у општини Витина), али су албанског порекла, Крстићи су били православни, али су прешли у католицизам. До 1955. године Јањево је било седиште Општине Јањево у склопу Ситничког среза која је у свом саставу поред варошице Јањево имала и следећа насељена места: Андровац, Брус, Буковица, Вогачица, Оклап, Окосница, Тећа, Трбовце, Шашковац и Шишарка. Заштитник места је Свети Никола коме је посвећена и црква у Јањеву.
Указом Краља од 23. јануара 1914. године насеље је добило статус варошице.

## Демографија
| Година       | 1948  | 1953  | 1961  | 1971  | 1981  | 1991  | 2011  |
| ------------ | ----- | ----- | ----- | ----- | ----- | ----- | ----- |
| Становништво | 3.090 | 3.420 | 3.762 | 4.742 | 5.086 | 4.797 | 2.137 |

|  |

## Становништво
| Етнички састав према попису из 1961.‍ | Етнички састав према попису из 1961.‍ | Етнички састав према попису из 1961.‍ | Етнички састав према попису из 1961.‍ | Етнички састав према попису из 1961.‍ |
| ------------------------------------ | ------------------------------------ | ------------------------------------ | ------------------------------------ | ------------------------------------ |
|                                      |                                      |                                      |                                      |                                      |
| Хрвати                               | Хрвати                               |                                      | 3.052                                | 81,1%                                |
| Албанци                              | Албанци                              |                                      | 302                                  | 8,30%                                |
| Срби                                 | Срби                                 |                                      | 47                                   | 1,25%                                |
| Југословени                          | Југословени                          |                                      | 15                                   | 0,40%                                |
| Роми                                 | Роми                                 |                                      | 7                                    | 0,19%                                |
| остали                               | остали                               |                                      | 9                                    | 0,24%                                |
| Укупно: 3.762                        |                                      |                                      |                                      |                                      |

| Етнички састав према попису из 1971.‍ | Етнички састав према попису из 1971.‍ | Етнички састав према попису из 1971.‍ | Етнички састав према попису из 1971.‍ | Етнички састав према попису из 1971.‍ |
| ------------------------------------ | ------------------------------------ | ------------------------------------ | ------------------------------------ | ------------------------------------ |
|                                      |                                      |                                      |                                      |                                      |
| Хрвати                               | Хрвати                               |                                      | 3.761                                | 79,31%                               |
| Албанци                              | Албанци                              |                                      | 576                                  | 12,15%                               |
| Роми                                 | Роми                                 |                                      | 208                                  | 4,39%                                |
| Срби                                 | Срби                                 |                                      | 51                                   | 1,08%                                |
| Муслимани                            | Муслимани                            |                                      | 20                                   | 0,42%                                |
| остали                               | остали                               |                                      | 5                                    | 0,11%                                |
| Укупно: 4.742                        |                                      |                                      |                                      |                                      |

| Етнички састав према попису из 1981.‍ | Етнички састав према попису из 1981.‍ | Етнички састав према попису из 1981.‍ | Етнички састав према попису из 1981.‍ | Етнички састав према попису из 1981.‍ |
| ------------------------------------ | ------------------------------------ | ------------------------------------ | ------------------------------------ | ------------------------------------ |
|                                      |                                      |                                      |                                      |                                      |
| Хрвати                               | Хрвати                               |                                      | 3.534                                | 69,48%                               |
| Албанци                              | Албанци                              |                                      | 1.078                                | 21,20%                               |
| Роми                                 | Роми                                 |                                      | 331                                  | 6,51%                                |
| Срби                                 | Срби                                 |                                      | 21                                   | 0,41%                                |
| Муслимани                            | Муслимани                            |                                      | 14                                   | 0,28%                                |
| остали                               | остали                               |                                      | 3                                    | 0,06%                                |
| Укупно: 5.086                        |                                      |                                      |                                      |                                      |

| Етнички састав према попису из 2011.‍ | Етнички састав према попису из 2011.‍ | Етнички састав према попису из 2011.‍ | Етнички састав према попису из 2011.‍ | Етнички састав према попису из 2011.‍ |
| ------------------------------------ | ------------------------------------ | ------------------------------------ | ------------------------------------ | ------------------------------------ |
|                                      |                                      |                                      |                                      |                                      |
| Албанци                              | Албанци                              |                                      | 1.586                                | 74,22%                               |
| Роми                                 | Роми                                 |                                      | 177                                  | 8,28%                                |
| Турци                                | Турци                                |                                      | 118                                  | 5,52%                                |
| Ашкалије                             | Ашкалије                             |                                      | 11                                   | 0,51%                                |
| Бошњаци                              | Бошњаци                              |                                      | 5                                    | 0,23%                                |
| Срби                                 | Срби                                 |                                      | 1                                    | 0,05%                                |
| Укупно: 2.137                        |                                      |                                      |                                      |                                      |

Најбројније породице 1991. године су биле: Палићи (Матић и Руцић), Гласновићи (Томкић и Топаловић), Ћибарићи, Беришићи (Анцић, Мазарекић и Голомејић), Мацукићи, Циримотићи.
Избијањем рата у Хрватској 1991. године, и јачањем национализма долази до првог већег организованог пресељења Хрвата из Јањева у Хрватску, а избијањем рата на Косову и Метохији 1998. године долази и до другог организованог пресељења у Хрватску. Иако у самом Јањеву није било оружаних сукоба, велика већина хрватског становништва је напустила своје домове. Највећи број расељених Јањеваца у Хрватској настањен је у загребачкој четврти Дубрави и далматинском месту Кистању. Процене су да у Јањеву данас живи око 300 Хрвата. Број домаћинстава је са 630 према попису 1991. године смањен на свега 350 домаћинстава 2008. године, од којих су многа самачка домаћинства. Оближња хрватска села Шишарка и Окосница су 2008. године била без становника.

## Знамените личности
- Пајсије I Јањевац, српски патријарх (1614-1647)
- Викентије Поповић-Хаџилавић, митрополит Српске православне цркве